# Ticket to the tropics
Ticket to the tropics is een single van Gerard Joling uit 1985. Het nummer stond 1 week op nummer één in de Nederlandse Top 40 in 1985. In totaal stond Ticket to the tropics 14 weken in de Top 40. In de Nationale Hitparade stond het 15 weken genoteerd waarvan 2 weken op nummer één. In de verkoop-Top 100 van 1985 staat het op #14.
In het nummer zingt Gerard Joling over het maar moeizaam vergeten van een liefde, waarin hij denkt in te slagen. Om zijn liefde te vergeten zal hij een reis naar een tropischer oord maken.
In de clip loopt Joling over een strand, waarna hij aan het einde van het nummer richting zee loopt.

## Hitnotering
| Ticket to the tropics in de Nederlandse Top 40 - binnen: 14-09-1985 | Ticket to the tropics in de Nederlandse Top 40 - binnen: 14-09-1985 | Ticket to the tropics in de Nederlandse Top 40 - binnen: 14-09-1985 | Ticket to the tropics in de Nederlandse Top 40 - binnen: 14-09-1985 | Ticket to the tropics in de Nederlandse Top 40 - binnen: 14-09-1985 | Ticket to the tropics in de Nederlandse Top 40 - binnen: 14-09-1985 | Ticket to the tropics in de Nederlandse Top 40 - binnen: 14-09-1985 | Ticket to the tropics in de Nederlandse Top 40 - binnen: 14-09-1985 | Ticket to the tropics in de Nederlandse Top 40 - binnen: 14-09-1985 | Ticket to the tropics in de Nederlandse Top 40 - binnen: 14-09-1985 | Ticket to the tropics in de Nederlandse Top 40 - binnen: 14-09-1985 | Ticket to the tropics in de Nederlandse Top 40 - binnen: 14-09-1985 | Ticket to the tropics in de Nederlandse Top 40 - binnen: 14-09-1985 | Ticket to the tropics in de Nederlandse Top 40 - binnen: 14-09-1985 | Ticket to the tropics in de Nederlandse Top 40 - binnen: 14-09-1985 | Ticket to the tropics in de Nederlandse Top 40 - binnen: 14-09-1985 |
| Week                                                                | 1                                                                   | 2                                                                   | 3                                                                   | 4                                                                   | 5                                                                   | 6                                                                   | 7                                                                   | 8                                                                   | 9                                                                   | 10                                                                  | 11                                                                  | 12                                                                  | 13                                                                  | 14                                                                  |                                                                     |
| ------------------------------------------------------------------- | ------------------------------------------------------------------- | ------------------------------------------------------------------- | ------------------------------------------------------------------- | ------------------------------------------------------------------- | ------------------------------------------------------------------- | ------------------------------------------------------------------- | ------------------------------------------------------------------- | ------------------------------------------------------------------- | ------------------------------------------------------------------- | ------------------------------------------------------------------- | ------------------------------------------------------------------- | ------------------------------------------------------------------- | ------------------------------------------------------------------- | ------------------------------------------------------------------- | ------------------------------------------------------------------- |
| Nummer                                                              | 40                                                                  | 19                                                                  | 10                                                                  | 5                                                                   | 3                                                                   | 2                                                                   | 1                                                                   | 2                                                                   | 4                                                                   | 7                                                                   | 13                                                                  | 21                                                                  | 28                                                                  | 35                                                                  | uit                                                                 |

| Ticket to the tropics in de Nederlandse Single Top 100 - binnen: 21-09-1985 | Ticket to the tropics in de Nederlandse Single Top 100 - binnen: 21-09-1985 | Ticket to the tropics in de Nederlandse Single Top 100 - binnen: 21-09-1985 | Ticket to the tropics in de Nederlandse Single Top 100 - binnen: 21-09-1985 | Ticket to the tropics in de Nederlandse Single Top 100 - binnen: 21-09-1985 | Ticket to the tropics in de Nederlandse Single Top 100 - binnen: 21-09-1985 | Ticket to the tropics in de Nederlandse Single Top 100 - binnen: 21-09-1985 | Ticket to the tropics in de Nederlandse Single Top 100 - binnen: 21-09-1985 | Ticket to the tropics in de Nederlandse Single Top 100 - binnen: 21-09-1985 | Ticket to the tropics in de Nederlandse Single Top 100 - binnen: 21-09-1985 | Ticket to the tropics in de Nederlandse Single Top 100 - binnen: 21-09-1985 | Ticket to the tropics in de Nederlandse Single Top 100 - binnen: 21-09-1985 | Ticket to the tropics in de Nederlandse Single Top 100 - binnen: 21-09-1985 | Ticket to the tropics in de Nederlandse Single Top 100 - binnen: 21-09-1985 | Ticket to the tropics in de Nederlandse Single Top 100 - binnen: 21-09-1985 | Ticket to the tropics in de Nederlandse Single Top 100 - binnen: 21-09-1985 | Ticket to the tropics in de Nederlandse Single Top 100 - binnen: 21-09-1985 |
| Week                                                                        | 1                                                                           | 2                                                                           | 3                                                                           | 4                                                                           | 5                                                                           | 6                                                                           | 7                                                                           | 8                                                                           | 9                                                                           | 10                                                                          | 11                                                                          | 12                                                                          | 13                                                                          | 14                                                                          | 15                                                                          |                                                                             |
| --------------------------------------------------------------------------- | --------------------------------------------------------------------------- | --------------------------------------------------------------------------- | --------------------------------------------------------------------------- | --------------------------------------------------------------------------- | --------------------------------------------------------------------------- | --------------------------------------------------------------------------- | --------------------------------------------------------------------------- | --------------------------------------------------------------------------- | --------------------------------------------------------------------------- | --------------------------------------------------------------------------- | --------------------------------------------------------------------------- | --------------------------------------------------------------------------- | --------------------------------------------------------------------------- | --------------------------------------------------------------------------- | --------------------------------------------------------------------------- | --------------------------------------------------------------------------- |
| Nummer                                                                      | 18                                                                          | 2                                                                           | 1                                                                           | 1                                                                           | 4                                                                           | 3                                                                           | 4                                                                           | 3                                                                           | 9                                                                           | 17                                                                          | 22                                                                          | 22                                                                          | 18                                                                          | 24                                                                          | 43                                                                          | uit                                                                         |